# Tadeusz Jędrzejczyk
Tadeusz Władysław Jędrzejczyk (ur. 1 lipca 1968) – polski lekarz i urzędnik państwowy, w latach 2014–2016 prezes Narodowego Funduszu Zdrowia.

## Życiorys
Ukończył studia lekarskie na Akademii Medycznej w Gdańsku. Specjalizował się z zakresu medycyny społecznej, organizacji ochrony zdrowia i zdrowia publicznego.
Pracował jako lekarz w gdańskim Szpitalu Specjalistycznym im. św. Wojciecha, następnie w ZOZ nr 3 w Gdańsku jako asystent, a następnie został adiunktem w Gdańskim Uniwersytecie Medycznym. Radny miasta Gdańska w kadencji 1994–1998, wiceprzewodniczący a następnie przewodniczący Komisji Zdrowia. W latach 2008–2009 był zastępcą dyrektora ds. medycznych Pomorskiego Oddziału Wojewódzkiego NFZ. Od 2010 był zastępcą dyrektora naczelnego ds. lecznictwa Uniwersyteckiego Centrum Klinicznego w Gdańsku. 28 października 2013 został powołany na stanowisko dyrektora pomorskiego oddziału Narodowego Funduszu Zdrowia.
W maju 2014 zwyciężył w konkursie na prezesa NFZ, stanowisko objął 3 czerwca tego samego roku. 11 marca 2016 został odwołany z tej funkcji. Od września 2016 Przewodniczący Gdańskiej Rady Zdrowia Publicznego. W czerwcu 2019 objął stanowisko dyrektora Departamentu Zdrowia Urzędu Marszałkowskiego Województwa Pomorskiego.